# Home Nations Championship 1939
Home Nations Championship 1939 – trzydziesta piąta edycja Home Nations Championship, mistrzostw Wysp Brytyjskich w rugby union, rozegrana pomiędzy 21 stycznia a 18 marca 1939 roku. Wliczając turnieje w poprzedniej formie, wraz z Pucharem Pięciu Narodów, była to pięćdziesiąta druga edycja tych zawodów. Trzy reprezentacje ukończyły zawody z bilansem trzech zwycięstw i jednej porażki, toteż zdobyły tytuł ex aequo.
Mecz o Calcutta Cup rozegrany tradycyjnie w trzecią sobotę marca był ostatnim testmeczem, który odbył się przed wybuchem II wojny światowej. Zgodnie z ówczesnymi zasadami punktowania dropgol był warty cztery punkty, podwyższenie dwa, natomiast przyłożenie i pozostałe kopy trzy punkty.

## Mecze
| 21 stycznia 1939 | Anglia      | 3:0 | Walia | Twickenham Stadium, Londyn Widzów: 70 000 Sędzia: James Ireland |
| 21 stycznia 1939 | Teden 3 (P) | 3:0 |       | Twickenham Stadium, Londyn Widzów: 70 000 Sędzia: James Ireland |

| 4 lutego 1939 | Walia                                        | 11:3(6:0) | Szkocja        | Cardiff Arms Park, Cardiff Sędzia: Alan Bean |
| 4 lutego 1939 | Davies 3 (P) Travers 3 (P) Wooller 5 (pd, K) | 11:3(6:0) | Crawford 3 (K) | Cardiff Arms Park, Cardiff Sędzia: Alan Bean |

| 11 lutego 1939 | Anglia                      | 0:5 | Irlandia | Twickenham Stadium, Londyn Sędzia: James Ireland |
| 11 lutego 1939 | Irwin 3 (P) McKibbin 2 (pd) | 0:5 |          | Twickenham Stadium, Londyn Sędzia: James Ireland |

| 25 lutego 1939 | Irlandia                                              | 12:3(9:0) | Szkocja     | Lansdowne Road, Dublin Sędzia: Cyril Gadney |
| 25 lutego 1939 | Moran 3 (P) Torrens 3 (P) McKibbin 3 (K) Sayers 3 (G) | 12:3(9:0) | Innes 3 (P) | Lansdowne Road, Dublin Sędzia: Cyril Gadney |

| 11 marca 1939 | Irlandia         | 0:7 | Walia | Ravenhill Stadium, Belfast Widzów: 28 000 Sędzia: James Ireland |
| 11 marca 1939 | Davies 7 (P, dg) | 0:7 |       | Ravenhill Stadium, Belfast Widzów: 28 000 Sędzia: James Ireland |

| 18 marca 1939 | Szkocja                  | 6:9(6:6) | Anglia        | Murrayfield Stadium, Edynburg Sędzia: Ivor David |
| 18 marca 1939 | Murdoch 3 (P) Shaw 3 (P) | 6:9(6:6) | Heaton 9 (3K) | Murrayfield Stadium, Edynburg Sędzia: Ivor David |

## Inne nagrody
- Calcutta Cup –  Anglia (po zwycięstwie nad Szkocją)
- Drewniana łyżka –  Szkocja (za zajęcie ostatniego miejsca w turnieju)